# Molnár Balázs
Molnár Balázs (Zalaegerszeg, 1977. július 1. –) magyar válogatott labdarúgó.

## Pályafutása
1994-ben, 17 évesen mutatkozott be a ZTE-ben, egy Kispest elleni bajnoki mérkőzésen Fujsz Ferenc helyére cserélte be Madár Gábor vezetőedző. Egy rövid időszakot eltöltött az Espanyolban, az Elchében és Tatabányán is. 
2001–2002-ben magyar bajnok lett a ZTE-vel. 2006-ban választották csapatkapitánnyá, amikor Kocsárdi Gergely elhagyta a csapatot.
2007–2008-ban 23 bajnoki mérkőzésen kapott lehetőséget (összesen 1897 percet töltött a pályán, és 7 sárga lapot kapott) és egy alkalommal az NB III-ban is pályára lépett. A Ligakupában 6 mérkőzésen jutott szóhoz, a magyar kupában 1 összecsapáson lépett pályára.
A 2008-as idény kezdetekor átadólistára került, majd a Haladáshoz igazolt 2 évre. A nagy riválishoz történt átszerződése után több nyilatkozata is kiváltotta a ZTE szimpatizánsainak rosszalását. 2010 nyarán további kétéves szerződéshosszabbítást írt alá. 2011 novemberében a Gyirmót FC-hez szerződött.

## Sikerei díjai
- Magyar bajnokság
  - bajnok: 2001–02
  - bronzérmes: 2006–07, 2008–09

## Statisztika

### Mérkőzései a válogatottban
| Magyarország | Magyarország        | Magyarország                    | Magyarország        | Magyarország | Magyarország | Magyarország | Magyarország | Magyarország |
| #            | Dátum               | Helyszín                        | Hazai               | Eredmény     | Vendég       | Kiírás       | Gólok        | Esemény      |
| ------------ | ------------------- | ------------------------------- | ------------------- | ------------ | ------------ | ------------ | ------------ | ------------ |
| 1.           | 2002. szeptember 7. | Reykjavík                       | Izland              | 0 – 2        | Magyarország | barátságos   | -            | 85'          |
| 2.           | 2004. február 19.   | Limassol (CYP)                  | Magyarország        | 2 – 1        | Lettország   | barátságos   | -            |              |
| 3.           | 2004. március 31.   | Budapest, Puskás Ferenc Stadion | Magyarország        | 1 – 2        | Wales        | barátságos   | -            | 80'          |
| 4.           | 2004. április 25.   | Zalaegerszeg, ZTE Aréna         | Magyarország        | 3 – 2        | Japán        | barátságos   | -            | 46'          |
| 5.           | 2004. április 28.   | Budapest, Puskás Ferenc Stadion | Magyarország        | 1 – 4        | Brazília     | barátságos   | -            | 69'          |
| 6.           | 2004. augusztus 18. | Glasgow, Hampden Park           | Skócia              | 0 – 3        | Magyarország | barátságos   | -            |              |
| 7.           | 2004. szeptember 4. | Zágráb, Maksimir Stadion        | Horvátország        | 3 – 0        | Magyarország | barátságos   | -            |              |
| 8.           | 2004. szeptember 8. | Budapest, Szusza Ferenc Stadion | Magyarország        | 3 – 2        | Izland       | vb-selejtező | -            |              |
| 9.           | 2004. október 9.    | Stockholm, Råsunda Stadion      | Svédország          | 3 – 0        | Magyarország | vb-selejtező | -            | 55'          |
| 10.          | 2006. május 24.     | Budapest, Szusza Ferenc Stadion | Magyarország        | 2 – 0        | Új-Zéland    | barátságos   | -            |              |
| 11.          | 2006. május 30.     | Manchester, Old Trafford        | Anglia              | 3 – 1        | Magyarország | barátságos   | -            | 83'          |
| 12.          | 2006. augusztus 16. | Linz, UPC-Arena                 | Ausztria            | 1 – 2        | Magyarország | barátságos   | -            |              |
| 13.          | 2006. szeptember 2. | Budapest, Szusza Ferenc Stadion | Magyarország        | 1 – 4        | Norvégia     | Eb-selejtező | -            |              |
| 14.          | 2006. szeptember 6. | Zenica, Bilino Polje Stadion    | Bosznia-Hercegovina | 1 – 3        | Magyarország | Eb-selejtező | -            |              |
|              | Összesen            |                                 |                     | 14           | mérkőzés     |              | 0            | gól          |